# إيفا سليشكوفيتش
إيفا سليشكوفيتش (بالكرواتية: Iva Slišković) مواليد 1984 في زغرب، جمهورية يوغوسلافيا الاشتراكية الاتحادية، هي لاعبة كرة سلة كرواتية. بدأت مسيرتها الاحترافية في سنة 2005. مثلت منتخب بلادها. شاركت في دورة الألعاب الأولمبية الصيفية سنة 2012. حققت المركز الثالث في ألعاب البحر الأبيض المتوسط 2009.

## المسيرة الاحترافية
لعبت مع نادي سيلتا دي فيغو لكرة السلة من سنة 2008 إلى 2011، ثم لعبت مع نادي ريفاس لكرة السلة في موسم 2011–2012، ثم لعبت مع نادي أفينيدا لكرة السلة للسيدات في موسم 2012–2013، ثم لعبت مع نادي سكيو لكرة السلة للسيدات في موسم 2014–2015.

## الميداليات
| الميدالية | المسابقة                        |
| --------- | ------------------------------- |
| برونزية   | ألعاب البحر الأبيض المتوسط 2009 |

## روابط خارجية
- إيفا سليشكوفيتش على موقع الاتحاد الدولي لكرة السلة (الإنجليزية)
- إيفا سليشكوفيتش على موقع كرة السلة الأوروبية.كوم (الإنجليزية)
- إيفا سليشكوفيتش على موقع كلية كرة السلة في سبورتس رفرنس.كوم (الإنجليزية)
- إيفا سليشكوفيتش على موقع بروبوليرز (الإنجليزية)
- إيفا سليشكوفيتش على موقع سبورتس رفرنس (الإنجليزية)
- إيفا سليشكوفيتش على موقع اللجنة الأولمبية الدولية (الإنجليزية)
- إيفا سليشكوفيتش على موقع أوليمبيديا (الإنجليزية)